# 에릭 너드슨
에릭 너드슨(Erik Knudsen, 1988년 5월 25일 ~ )은 캐나다의 배우이다.

## 출연 작품
- 더 배런스 (2012)
- 스크림 4 (2011)
- 비스틀리 (2011)
- 스콧 필그림 (2010)
- 이유있는 반항 (2009)
- 어 티처스 크라임 (2008)
- 굿 캅 배드 캅 (2006)
- 프라이즈 위너 (2005)
- 쏘우 2 (2005)
- 풀-코트 미라클 (2003)
- 이중 생활 (2001, The Familiar Stranger)

### 텔레비전
- 제리코 (2006-08)
- 컨티넘 (2012-15)